# 恩加達河
12°40′N 13°50′E / 12.667°N 13.833°E

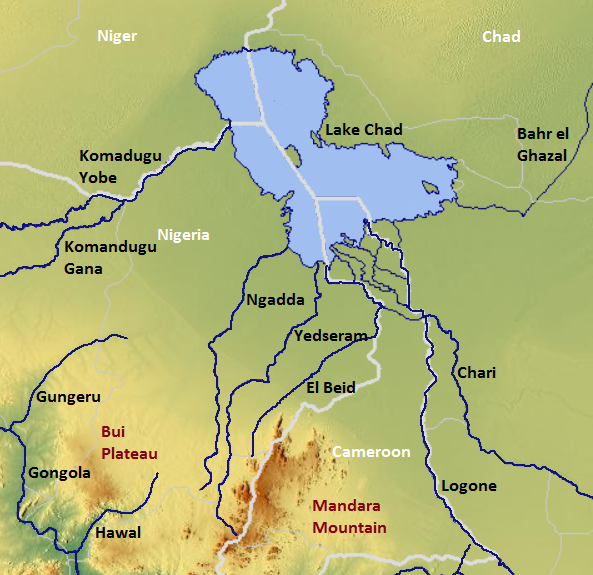
The Ngadda River shown on a map of Lake Chad.

恩加達河是尼日利亞的河流，位於該國東北部博爾諾州，處於首都阿布賈東北800公里，發源自邁杜古里，最終注入乍得湖和乍得盆地。